# Aversa (stacja kolejowa)
Aversa (wł. Stazione di Aversa) – stacja kolejowa w Aversa, w prowincji Caserta, w regionie Kampania, we Włoszech. Jest stacją węzłową na linii Rzym – Formia – Neapol i Neapol – Foggia.
Stacja została otwarta w 1928 roku, zastępując dawną stację, kilkaset metrów na zachód.
Według klasyfikacji RFI ma kategorię złotą.

## Infrastruktura
Stacja liczy 4 perony i 7 torów dla obsługi pasażerów.

## Połączenia
Stacja jest obsługiwana przez pociągi regionalne prowadzone przez Trenitalia i Ente Autonomo Volturno (dawna linia Alifana) w ramach umów o świadczenie usług z regionu Kampania.
Istnieją również relacje dalekobieżne także prowadzone przez Trenitalia.

## Linie kolejowe
- Rzym – Formia – Neapol
- Neapol – Foggia